# A Son of the Hills
A Son of the Hills è un film muto del 1917 diretto da Harry Davenport.

## Trama
Sandy Morley, per non sopportare più gli abusi della matrigna, lascia la sua casa e vaga per le montagne del North Carolina. Dopo qualche giorno, cade spossato davanti alla porta della residenza di Markham, ricco proprietario di una fabbrica del Nord. Il giovane muove a compassione Markham che decide di mandare il ragazzo al college.
Passa qualche anno e Sandy si laurea. Comincia a lavorare e Markham gli affida la costruzione di uno stabilimento, provocando in questo modo la gelosia di Lansing, suo nipote, un giovane scapestrato che, sentendosi defraudato, decide di vendicarsi del suo rivale soffiandogli la fidanzata. Sposa, infatti, Cynthia, la ragazza di Sandy. Ma una sua ex, che lui ha piantato, si presenta e racconta a Cynthia chi sia veramente suo marito. Il divorzio è inevitabile e Sandy vede ritornare da lui la ragazza che ama.

## Produzione
Il film fu prodotto dalla Vitagraph Company of America.

## Distribuzione
Distribuito dalla Greater Vitagraph (V-L-S-E), il film uscì nelle sale cinematografiche statunitensi il 25 giugno 1917.
Non si conoscono copie ancora esistenti della pellicola che viene considerata presumibilmente perduta.